# Luca Masso
Luca Masso (* 17. Juli 1994 in Brüssel) ist ein belgisch-argentinischer Hockeyspieler. 2016 wurde er mit der argentinischen Nationalmannschaft Olympiasieger.

## Sportliche Karriere
Luca Masso nahm 2013 mit der belgischen Mannschaft an der U21-Weltmeisterschaft teil und belegte den sechsten Platz. 2015 debütierte er in der argentinischen Nationalmannschaft. Ein Jahr später bei den Olympischen Spielen in Rio de Janeiro gehörte er nicht zu den 16 nominierten Spielern, sondern hatte wie Isidoro Ibarra eine P-Akkreditierung. Vor dem Finale gegen das belgische Nationalteam rückten Ibarra und Masso für Matías Rey und Matías Paredes in die Mannschaft und wurden im Finale eingesetzt. Nach dem 4:2-Sieg gegen die Belgier waren damit auch Ibarra und Masso Olympiasieger.
Luca Masso bestritt zwischen 2015 und 2018 23 Länderspiele für Argentinien. Auf Vereinsebene spielt er für den Waterloo Ducks HC in Belgien. Luca Massos Vater Eduardo Masso war ein argentinischer Tennisspieler. Eduardo Masso nahm später die belgische Staatsbürgerschaft an und heiratete Sabrina Merckx, die Tochter der Radsportlegende Eddy Merckx. Luca Masso hat sowohl die argentinische als auch die belgische Staatsbürgerschaft.